# Kapelle Klöslefeld

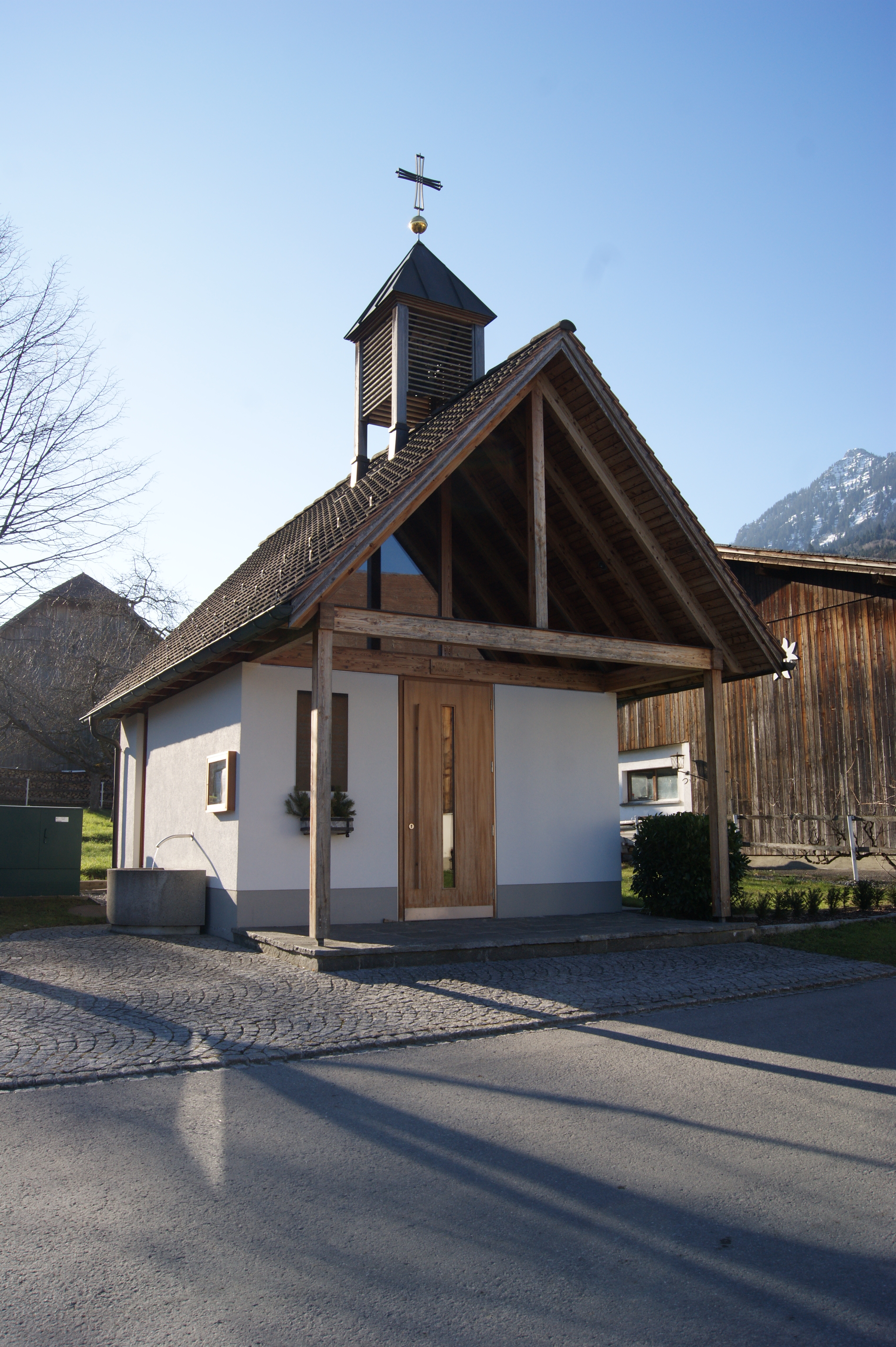
Kapelle Klöslefeld im Frühjahr 2019

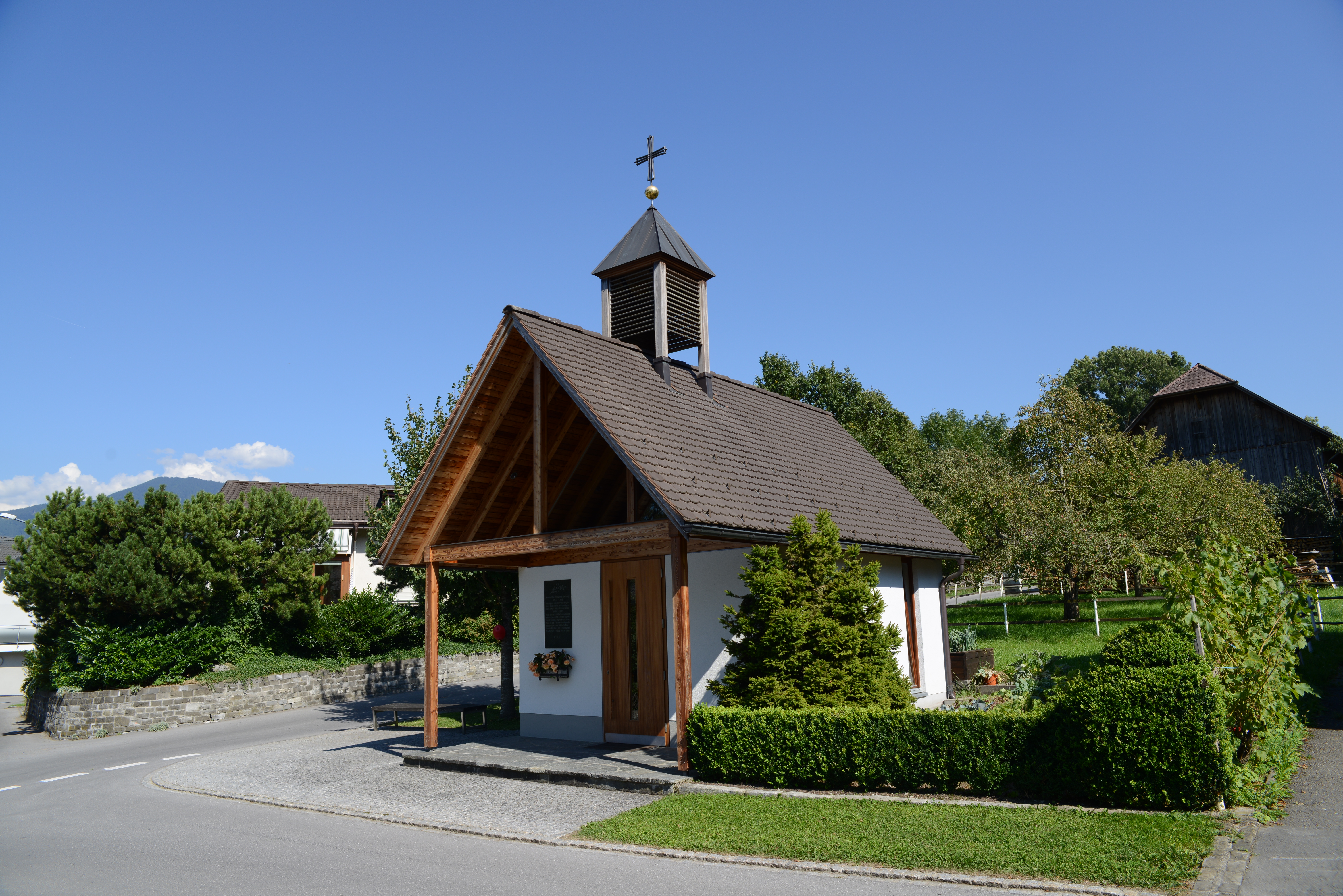
Kapelle im Sommer 2013

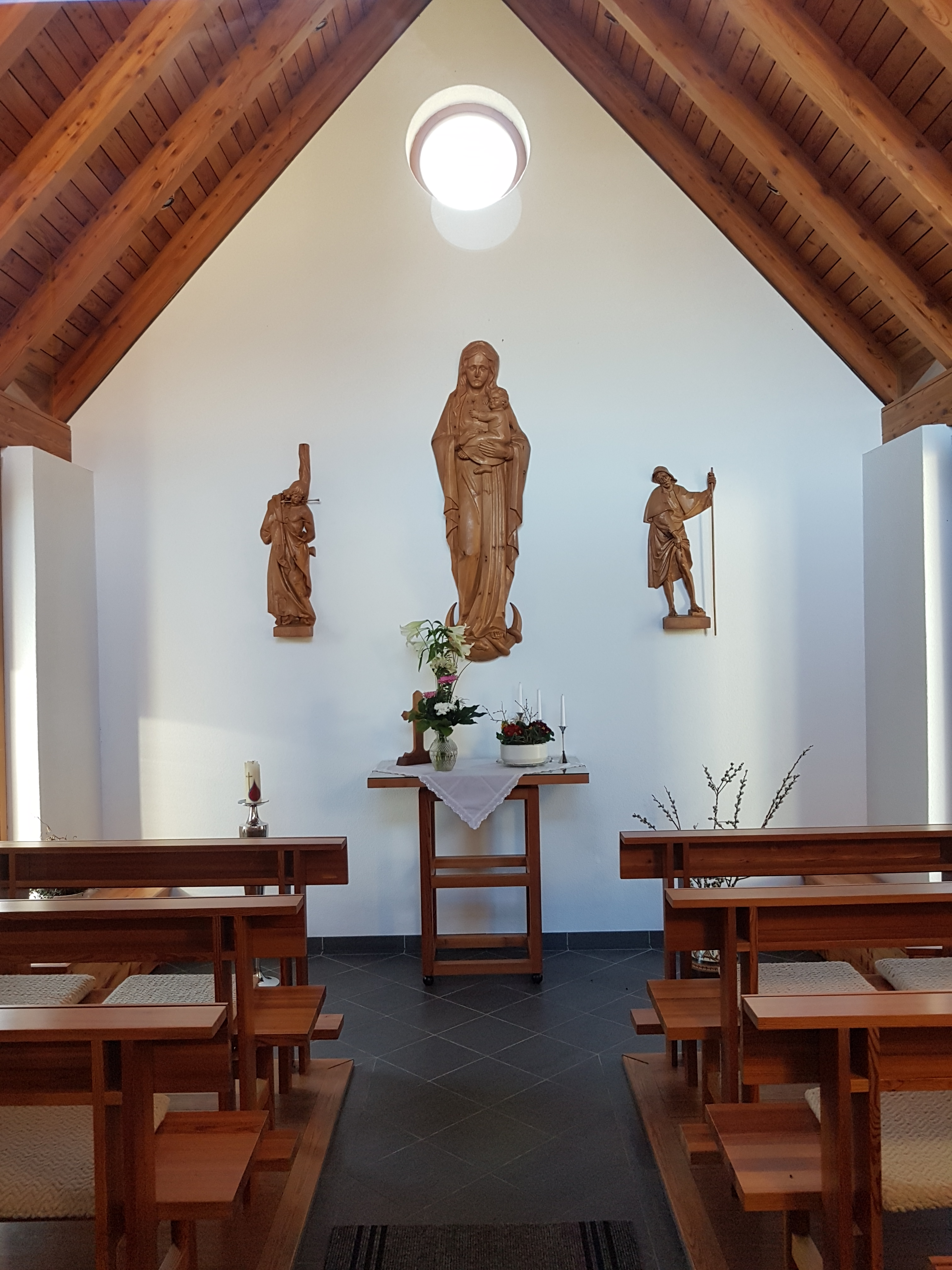
Altar der Kapelle

Die römisch-katholische denkmalgeschützte Kapelle Klöslefeld (auch: Kapelle Frastafeders) steht im Ortsteil Frastafeders in der Marktgemeinde Frastanz im Bezirk Feldkirch in Vorarlberg. Sie gehört zur Pfarrkirche Frastanz und damit zum Dekanat Feldkirch in der Diözese Feldkirch.
Das Bauwerk (558 m ü. A.) wurde lt. Aufschrift an der Kapelle 1962 errichtet und ist vom Dorfzentrum von Frastanz etwa 600 Meter Luftlinie entfernt. Die Kapelle ersetzte einen zuvor hier bestehenden Bildstock.

## Name
Das Klöslefeld (auch: Klöslesfeld oder Kläslefeld) ist ein großes Flurstück in Frastafeders oberhalb der Kapelle, in dem auch der Schlosshügel, auf dem die Burg Frastafeders stand, liegt. Auch beginnt die Straße Klöslefeld bei der Kapelle.

## Kirchenbau
Die architektonisch moderne und lichtoffene Kapelle steht an einer Wegkreuzung zu Beginn des Ortsteils Frastafeders und hat eine rechteckige Grundform mit vorgezogenem Satteldach in Nordwest/Südost-Ausrichtung. Im Nordwesten befinden sich der Zugang und der rechteckige Glockendachreiter. Der Altar befindet sich im Südosten. Das Satteldach ist mit Biberschwanzziegeln gedeckt und ungefähr acht Meter lang und 5,4 Meter breit. Die Kapelle selbst (ohne Glockendachreiter) ist etwa fünf Meter hoch (Dachfirst).
Auf dem etwa zwei Meter hohen Glockendachreiter befindet sich ein Kreuz. Das Dach ist mit Kupfer eingeschlagen.
Die Untersicht des Daches der Kapelle ist aus mittelbraunem Holz und wurde zusammen mit den Sparren als gestalterisches Element auch für das Innere der Kapelle eingesetzt. Die Kapelle selbst ist außen weiß verputzt und hat eine schlichte Eingangstüre mit Sichtfenster. Die Belichtung des gemauerten Rauminneren erfolgt über mehrere Fenster und Oberlichter. Oberhalb des Altars wurde ein rundes Fenster eingesetzt, welches interessante Lichteffekte hervorruft.
Als Altarbild dient eine Plastik der Mutter Gottes mit Kind, darunter steht ein schlichter Holztisch als Altar.
Vor der Kapelle, links neben dem Eingang, wurde eine Erinnerungstafel an die Gefallenen der beiden Weltkriege aus dem Ortsteil mit deren Namen angebracht.
1999 wurde die Kapelle unter Mitwirkung von Hans Purin renoviert.

## Lage und Verkehr
Frastafeders und die Kapelle Klöslefeld liegt abseits der Hauptverkehrsrouten.  Die Kapelle steht an der Kreuzung der Frastafedener Straße (von Frastanz kommend) und der Straße Klöslefeld. Vor der Kapelle fließt unterirdisch der Klöslefeldbach.